# Едамаме

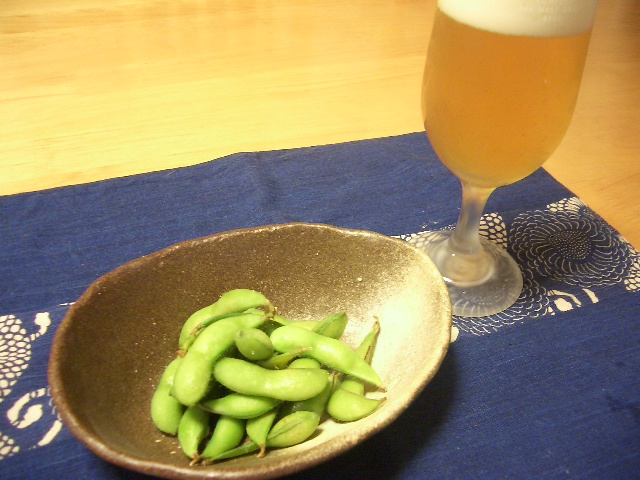
Едамаме і японське пиво

Едамаме — варені у воді або на пару в стручках незрілі соєві боби, популярна закуска японської кухні до пива та інших західних спиртних напоїв. В Японії стручки зазвичай варять у солоній підсолодженій воді та подають без солі, в інших кухнях до едамаме подають сіль.
За межами Японії едамаме можна зустріти в Китаї, Індії, Малайзії, Індонезії. У США словом «едамаме» називають зеленостручкову сою, яка продається у супермаркетах у замороженому вигляді.

## Історія назви
Японська назва буквально означає «біб на стеблинці», едамаме зазвичай продавали ще прикріпленими до стебла.
Найперша письмова згадка слова «едамаме» датується 1275 р., чернець Нітірен написав пожертвувачу листа, в якому подякував за дар едамаме, залишений у храмі. Перша згадка едамаме в хайку датується 1638 р.. У XVIII ст. у період Едо (Токіо) проводився спеціальний ярмарок едамаме.
Китайський поет Лу Ю у збірці своїх творів 1175 р. згадує «коробочки бобів» (кит. трад. 豆莢, спр. 豆荚, піньїнь: dòujiá, акад. доуцзя), проте невідомо, чи відповідає це слово едамаме. У Китаї листя сої їли під час голоду, 1406 року вийшла енциклопедія «Лікарські засоби на випадок біди» (кит. 救荒本草, піньїнь: jiùhuāng běncǎo) авторства Чжу СуЧжу Су, в якій вказувалося, що в разі голоду допустимо вживати в їжу також зелені стручки. 1620 року вперше було використано китайську назву едамаме — «волохатий біб» (кит. 毛豆, піньїнь: máodòu, акад. маодоу).
В 1855—1856 рр. зелені стручки сої згадуються в кількох американських книгах. У грудні 1890 р. крупнонасінний різновид сої «едамаме» привезена до США, через 25 років її згадують у звіті Мінсільгоспу США.
В японській мові для едамаме існує також назва «боби милування місяцем» (яп. 月見豆, цукімімаме).
В Оксфордський словник англійської мови слово edamame увійшло 2003 року, у Словник Вебстера — 2008 р. Перші едамаме, вирощені в Європі, з'явилися у Великій Британії у 2008 р., незабаром експериментувати з цією культурою почали і в США.

## Вирощування

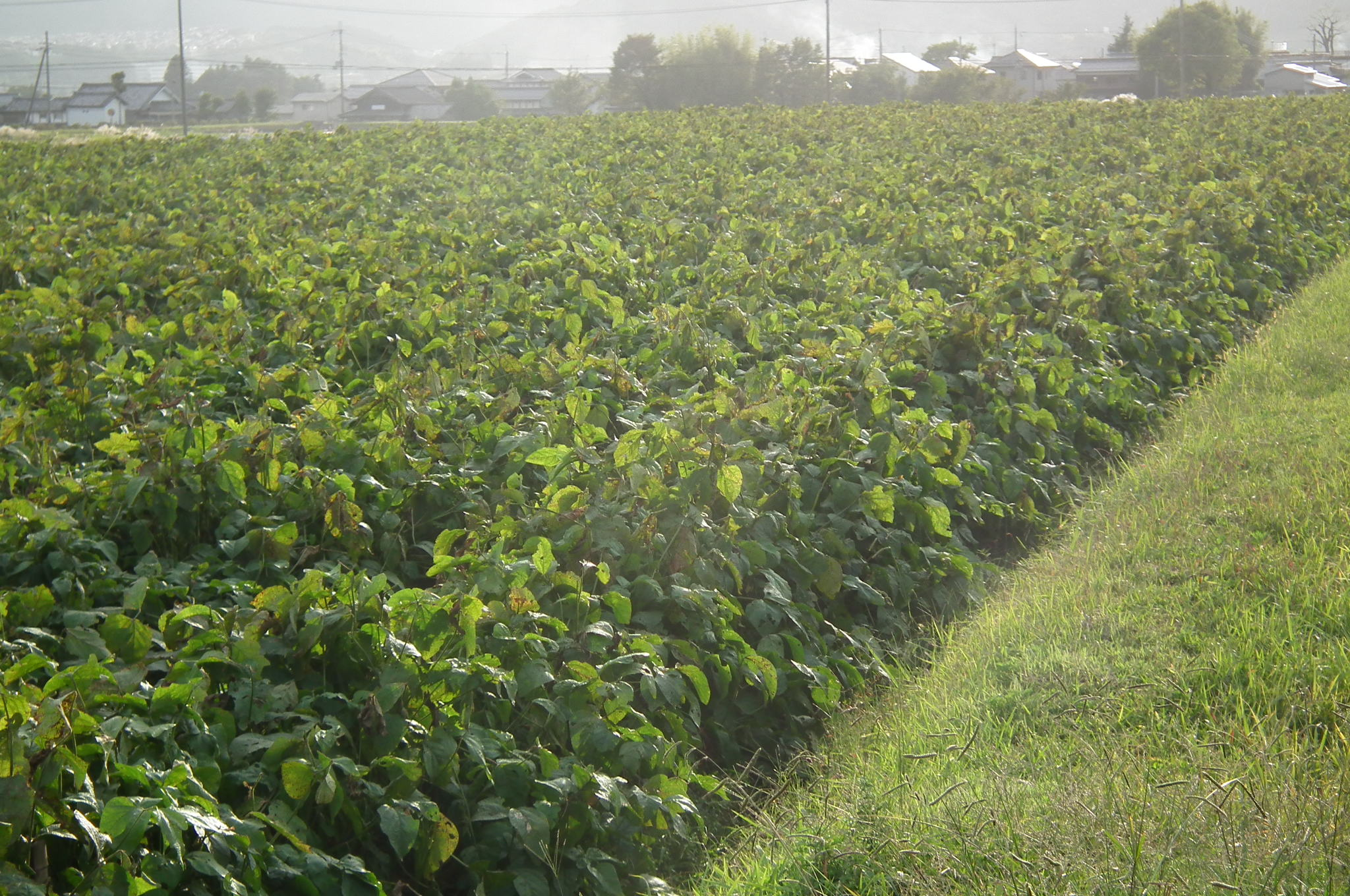
Едамаме з Хего

2001 року в Японії під едамаме було використано 124 км² посівних земель. Спершу найбільше едамаме вирощували в північній частині району Канто, в XXI ст. лідерами є префектури Сайтама, Тіба, Гумма, Ніїгата, Ямагата та Акіта.
Едамаме зазвичай збирають руками, щоб не пошкодити стебел. Зелені стручки збирають до повного дозрівання, через 35-40 днів після початку цвітіння. У зеленому насінні міститься більше сахарози, тому воно солодше, інші смакові речовини — глутамінова і аспарагінова кислоти та аланін.

## Приготування
Стручки едамаме варять у гарячій воді або на парі; вода може бути солоною або з додаванням солі й цукру.
У деяких регіонах Японії едамаме розтирають на пасту з цукром і покривають нею данго.
Приготовлені стручки слід з'їсти свіжими, або заморозити, щоб уникнути втрати смаку.

## Поживна цінність
Едамаме, як і інші продукти з сої, багаті білками, харчовими волокнами і такими речовинами як фолієва кислота, марганець, фосфор і вітамін K. У 100 грамах едамаме міститься 361 мг омега-3-ненасичених жирних кислот і 1794 мг омега-6-ненасичених жирних кислот.